# Stefanie Heimgartner

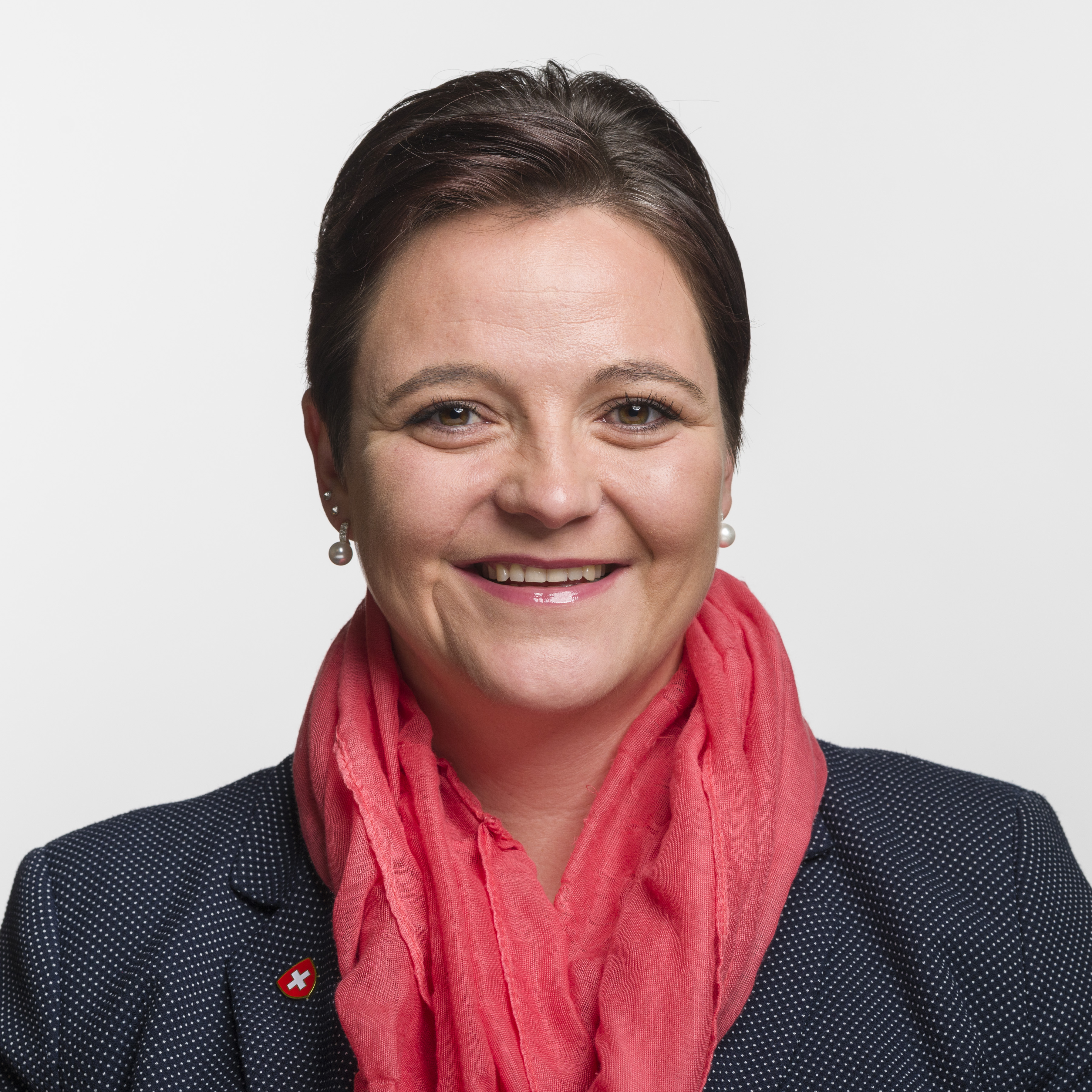
Stefanie Heimgartner (2019)

Stefanie Heimgartner (* 25. April 1987 in Baden; heimatberechtigt ebenda) ist eine Schweizer Politikerin. Seit 2019 ist sie Mitglied des Schweizer Nationalrats.

## Leben
Stefanie Heimgartner wuchs im Kanton Aargau in Baden auf. Nach eigenen Angaben war sie als Jugendliche als Handballerin in diversen Vereinen engagiert. Sie ist ausgebildete Kauffrau und Chauffeuse und arbeitet im Transport- und Logistikunternehmen ihrer Eltern.

## Politische Karriere
Stefanie Heimgartner politisiert für die SVP bzw. für die Junge SVP.
Im Jahr 2009 war Stefanie Heimgartner im Alter von 22 Jahren erfolgreich bei der Wahl in den Einwohnerrat der Stadt Baden und wurde im Jahr 2013 durch Wiederwahl bestätigt, was ihr auch im Jahr 2017 erneut gelang. In den Jahren 2016 und 2017 übte sie das Amt als Einwohnerratspräsidentin aus.
Im Jahr 2012 wurde sie mit 6929 Stimmen in den Grossrat des Kantons Aargau gewählt. Im Jahr 2016 gelang ihr auch im Grossrat die Wiederwahl. Sie erhielt mit 9567 von allen Mitgliedern des Rates am meisten Stimmen.
Stefanie Heimgartner kandidierte in den Jahren 2011 und 2015 erfolglos für den Nationalrat. 2015 konnte sie im ersten Anlauf auf der Liste der SVP mit 64'559 Stimmen den 10. Rang und damit den dritten Ersatzplatz auf der Liste erlangen.
Im 2019 erfolgte ihre Wahl in den Nationalrat. Sie rutschte auf der Liste der SVP im Kanton Aargau für im zweiten Wahlgang neugewählten Ständerat Hansjörg Knecht in den Nationalrat nach. Ihre Vereidigung erfolgte am 2. Dezember 2019.